# Bootlegging (affaire)
En économie et en administration des affaires, David A. Schon a introduit la notion de contrebande (bootlegging) en 1963. Le Bootlegging est définie comme une recherche dans laquelle des individus motivés organisent secrètement le processus d'innovation. Il s'agit généralement d'une activité ascendante, non programmée, sans la permission officielle de la direction responsable, mais pour le bénéfice de l'entreprise. Il ne figure pas dans le plan d'action du ministère et aucune ressource officielle n'est allouée à cet égard (Augsdorfer, 1996). Le contrebande crée un dilemme éthique parce qu'il y a un conflit entre les impératifs moraux (le plan d'action de la direction et la tâche d'innover).

## Causes
La principale raison de l'apparition du bootlegging est le manque d'espace libre pour la créativité. En particulier, une planification rigide ignore la nature de la recherche expérimentale par essais et erreurs. Le bootlegging, en tant qu'élément d'autorégulation, fait le lien entre le monde mécaniste de l'organisation (hiérarchie, propositions de projets, MBO, décisions qui ne peuvent être prises qu'après quelques premiers résultats) et le monde chaotique de la créativité et de l'innovation. La théorie de la path dependency explique pourquoi les innovations de bootleg sont (le plus souvent) en ligne avec les objectifs stratégiques de l'entreprise: les compétences de l'entreprise définissent les voies de recherche pour son avenir. À cet égard, les processus d'apprentissage, en plus de la production tangible de la contrebande, sont bénéfiques pour l'entreprise.
Le bootlegging ne doit pas être confondu avec le Skunk Works : le Skunk Work est défini comme une sorte d'élite, travaillant officiellement sur un projet donné en même temps que l'organisation formelle pour résoudre les problèmes plus efficacement. En fait, NuCalc (en), le projet de calculatrice graphique (en) du Pacific tech, chez Apple Computer, n'était pas un projet de skunk works mais un projet bootleg.

## Bootlegging autorisé
Le «bootlegging» autorisé est un temps de recherche où le personnel technique est autorisé à passer une certaine partie de son temps à travailler sur des «pet-projects» dans l'espoir qu'un jour il y aura un retour pour l'entreprise. Les exemples célèbres d'entreprises qui suivent une telle initiative sont 3M et Hewlett-Packard. Ils permettent de 10 à 15 % du temps de travail pour les intérêts liés aux produits propres.
Un exemple bien connu d'un produit de contrebande autorisé est la note post-it jaune collante développée par Arthur Fry et Spencer Silver chez 3M.
Un autre exemple célèbre est Google, où les employés sont autorisés à consacrer jusqu'à 20 % de leur temps de travail à des projets personnels liés à l'activité de l'entreprise. Plusieurs services fournis par Google tels que Gmail, Google Actualités, Orkut et AdSense ont été créés à l'origine par les employés pendant leur temps de travail.

## Dans d'autres langues
La phrase spécifique utilisée pour décrire le bootlegging varie selon la langue. Quelques entreprises ont leurs propres termes spécifiques.
- Royaume-Uni: Friday afternoon work, work behind the fume cupboard, freelance work, under-counter work, under-table work, pet project, discretionary research, free-wheeling, illicit research, scrounging, renegade work, work in the shadow/underworld.
- France: recherche camouflée, recherche cachée, recherche parallèle, recherche libre, recherche en perruque, recherche sauvage, ou recherche sous-marine
- German: U-Boot-Forschung (littéralement "science sous-marine"), or graue Projekte ("projets gris").